# Karl Albrecht (zbrodniarz nazistowski)
Karl Albrecht (ur. 1911, data śmierci nieznana) – zbrodniarz wojenny, starszy bloku w niemieckim obozie koncentracyjnym Mauthausen-Gusen.
Więzień  kryminalny w Gusen, podobozu KL Mauthausen. W listopadzie 1944 został ustanowiony więźniem funkcyjnym jako starszy bloku. Został osądzony w procesie US vs. Karl Albrecht przez amerykański Trybunał Wojskowy w Dachau w dniach 24–25 kwietnia 1947. Postawiono mu zarzuty popełnienia morderstwa na więźniach w trzech przypadkach. Początkowo uznano go za winnego dwóch zarzutów, które obejmowały zabójstwa więźniów w listopadzie 1944 i styczniu 1945. Wymierzono mu karę śmierci przez powieszenie. W wyniku rewizji 15 stycznia 1948 uwolniono go od jednego z zarzutów, ale wyrok utrzymano w mocy. Ostatecznie karę śmierci zamieniono jednak w akcie łaski na dożywocie.